# Schwenningen (Baden-Württemberg)
Schwenningen è un comune tedesco di 1 681 abitanti, situato nel land del Baden-Württemberg.